# الیباودیرز
الیباودیرز (به فرانسوی: Allibaudières) یک کمون در فرانسه است که در Canton of Arcis-sur-Aube واقع شده‌است.

## خصوصیات
الیباودیرز ۲۴٫۱۳ کیلومترمربع مساحت و ۲۵۶ نفر جمعیت دارد و ۹۶ متر بالاتر از سطح دریا واقع شده‌است.